# Beaumont-en-Auge
Beaumont-en-Auge là một xã ở tỉnh Calvados, thuộc vùng Normandie ở tây bắc nước Pháp.

## Tham khảo

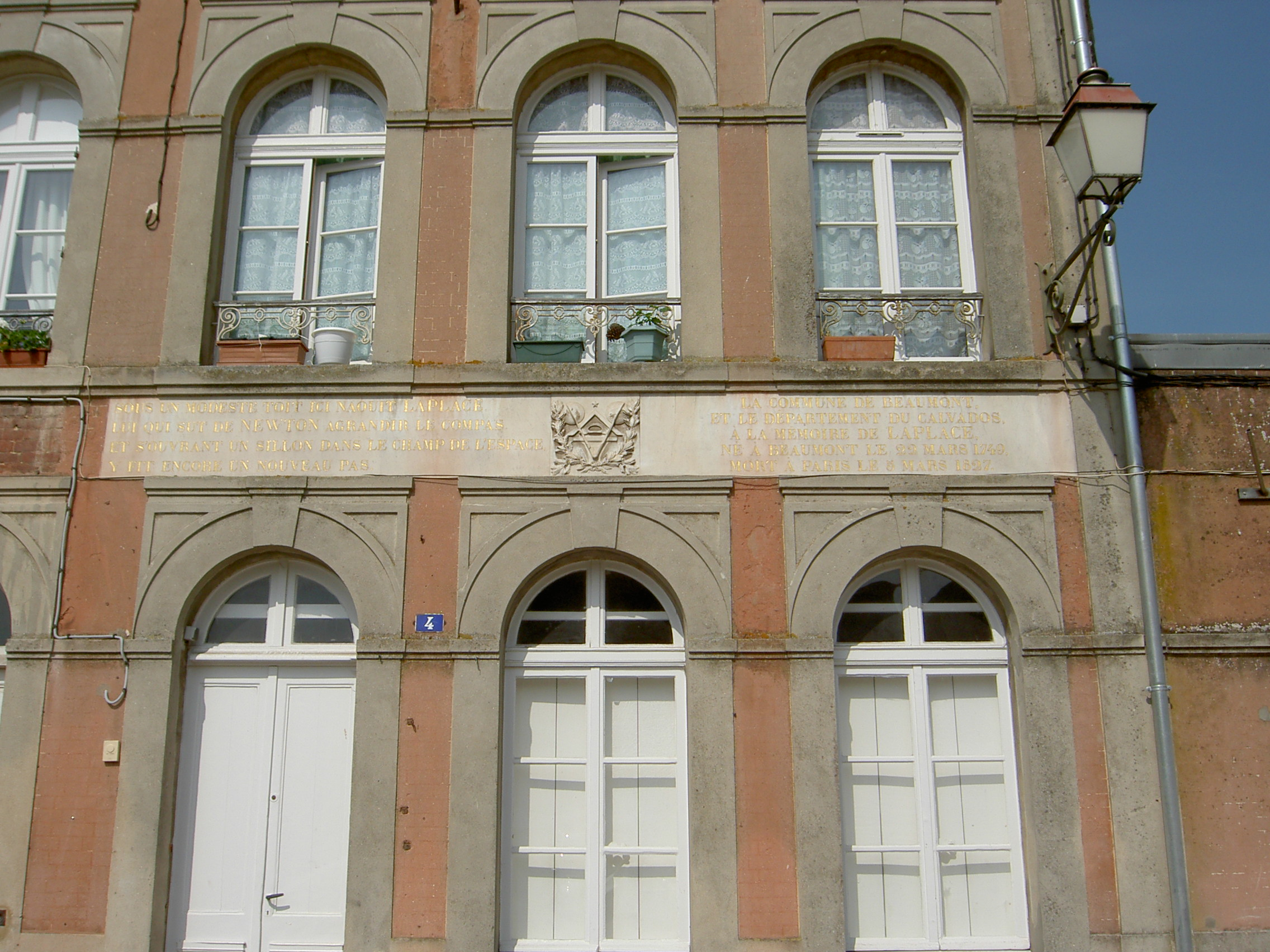
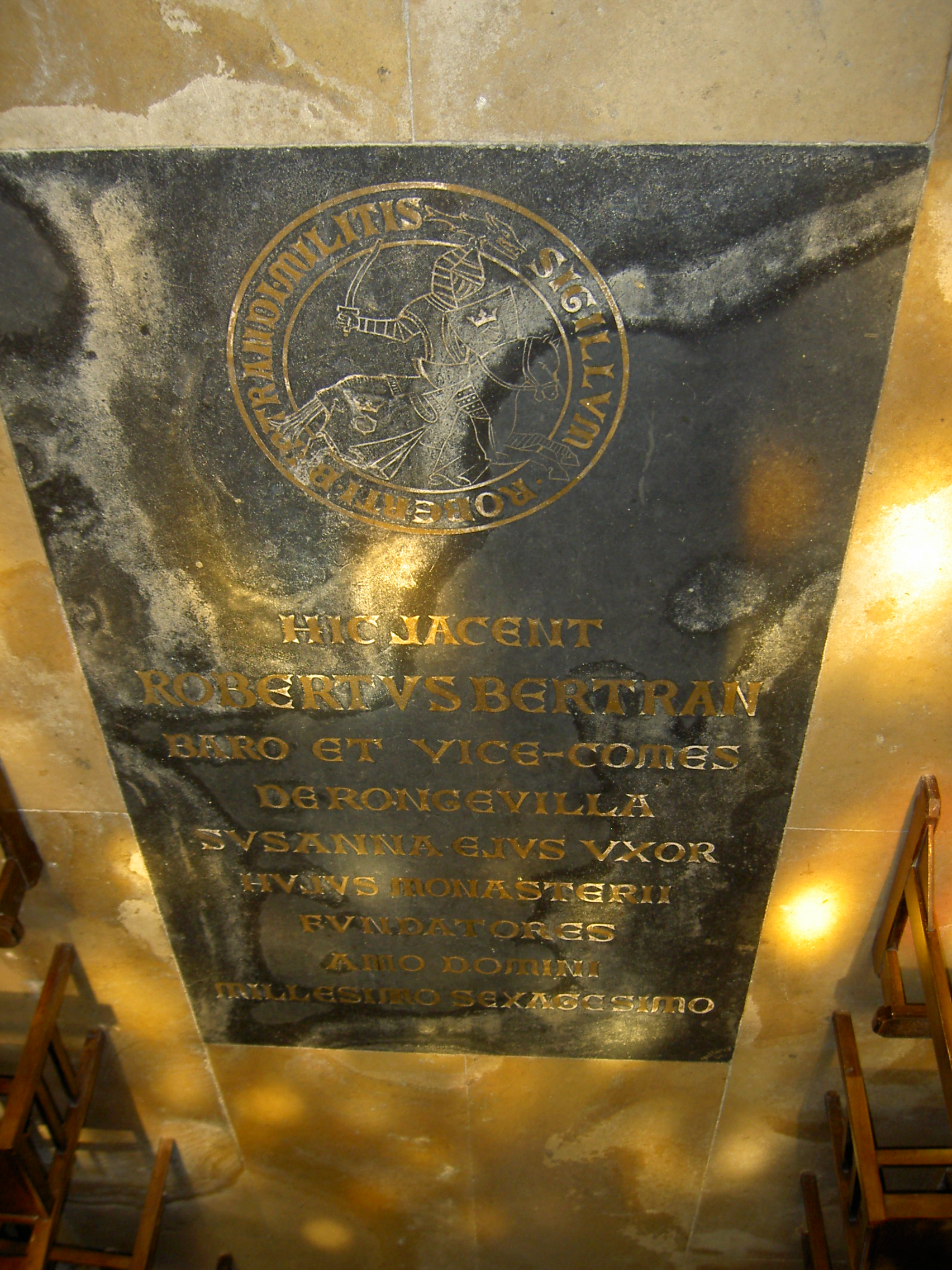
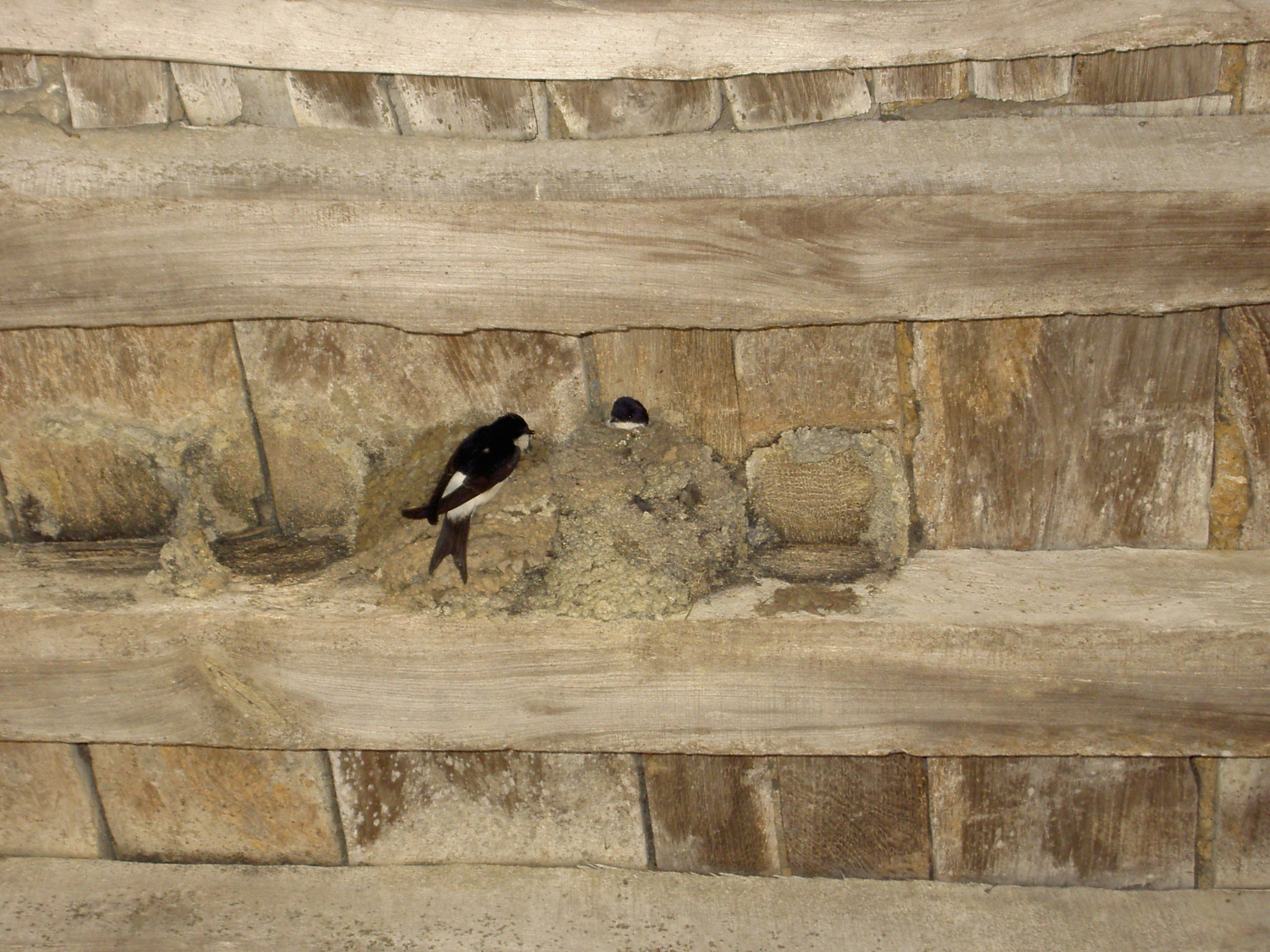
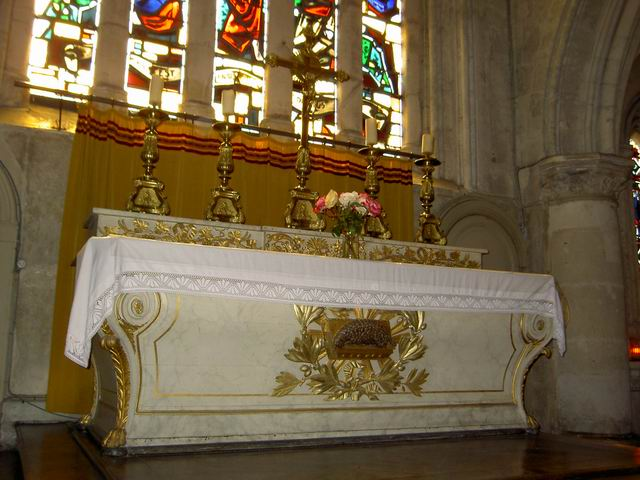
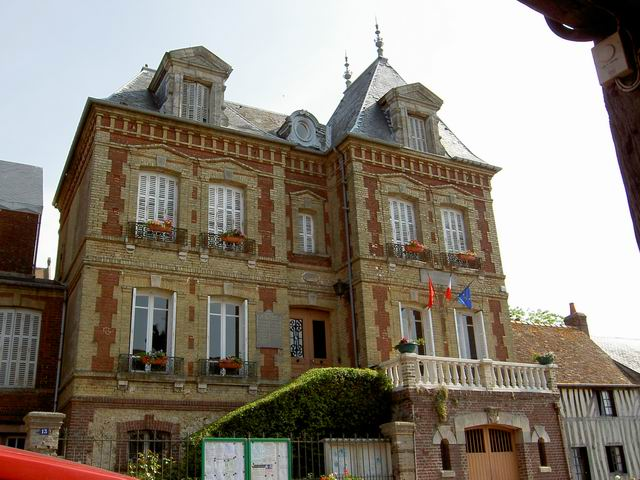
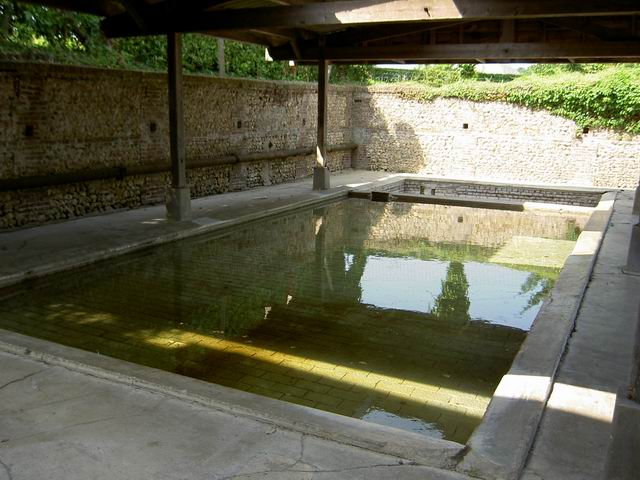
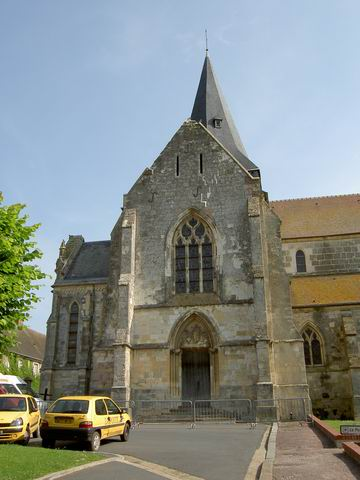
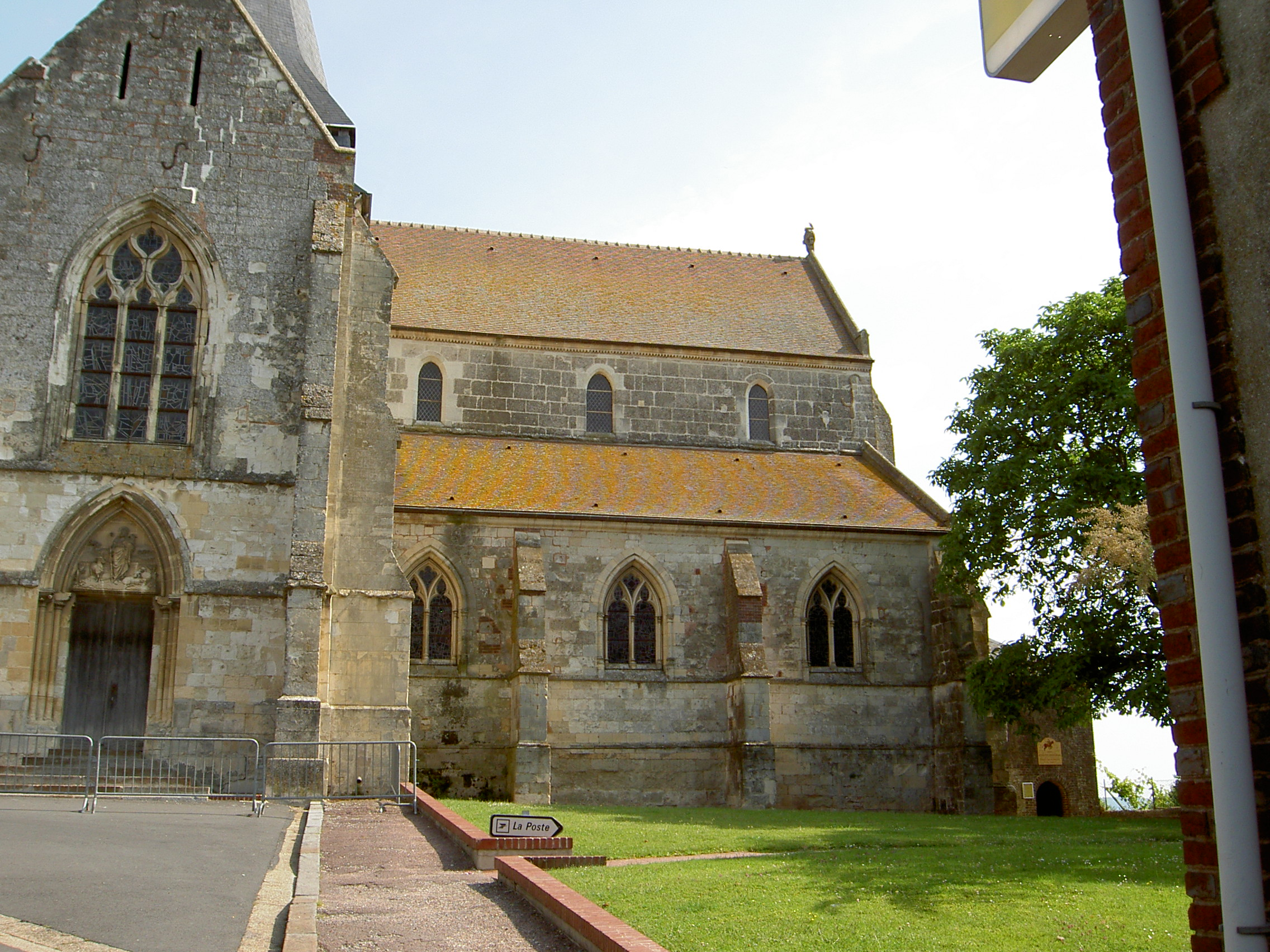
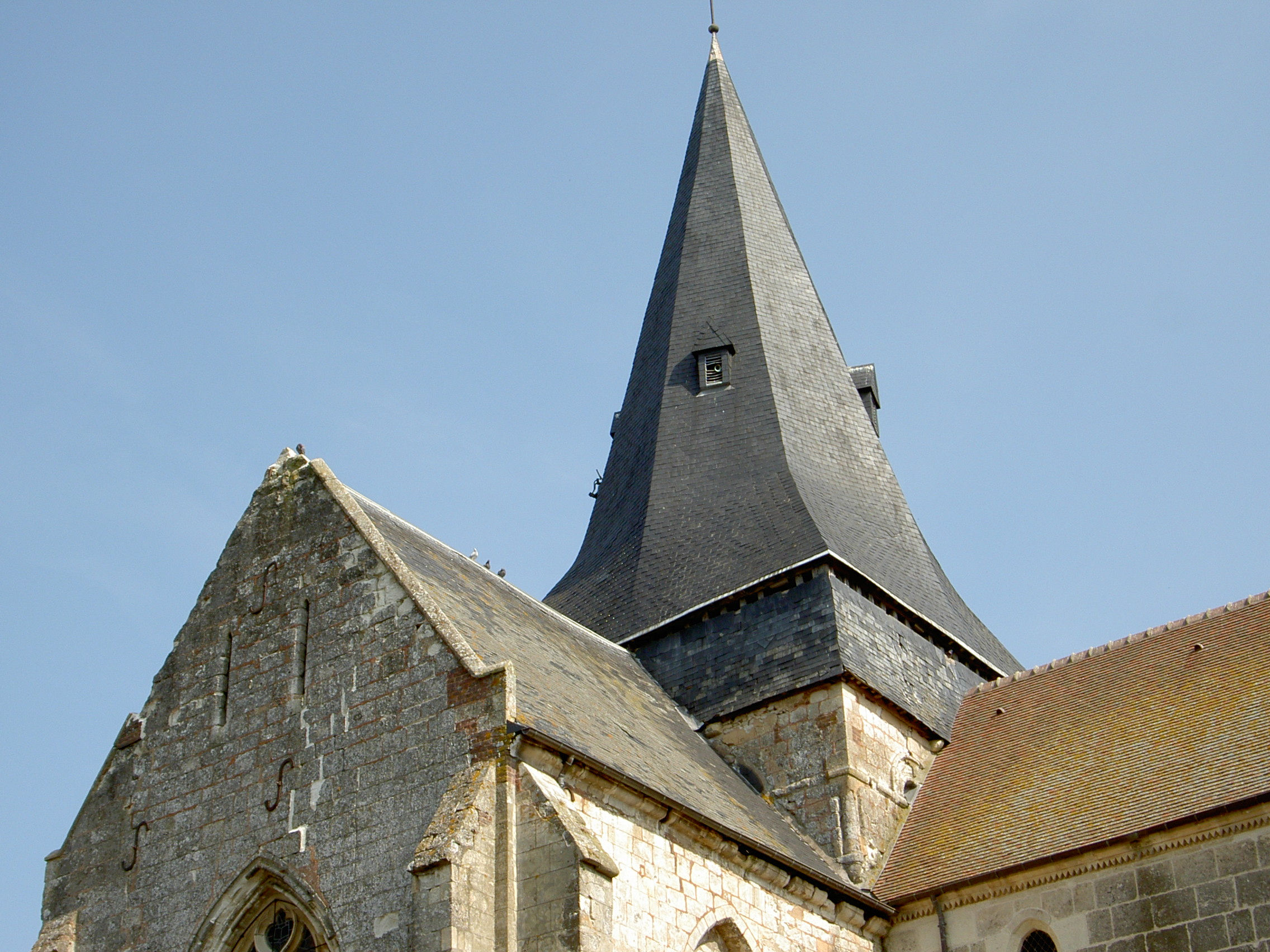
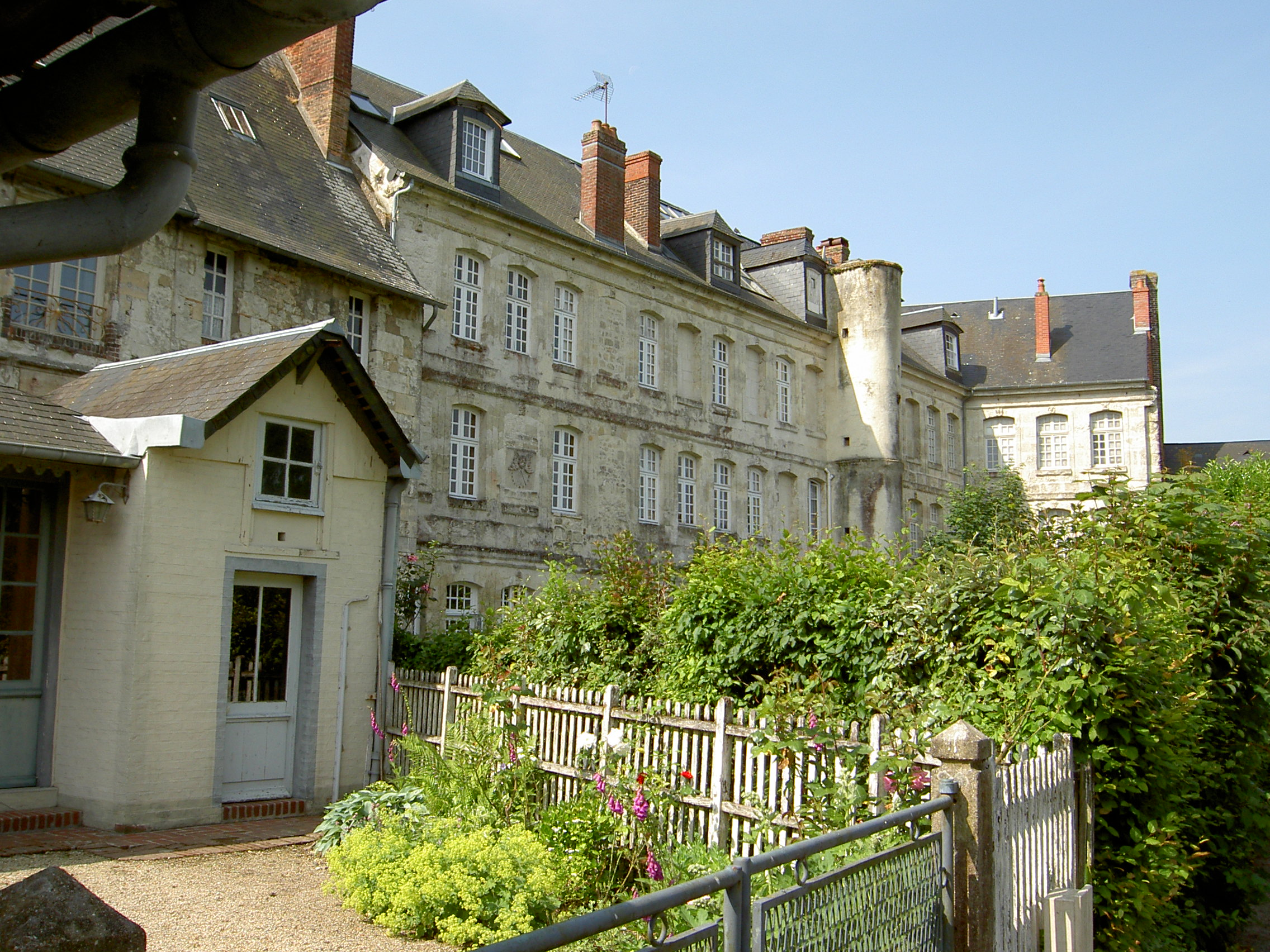
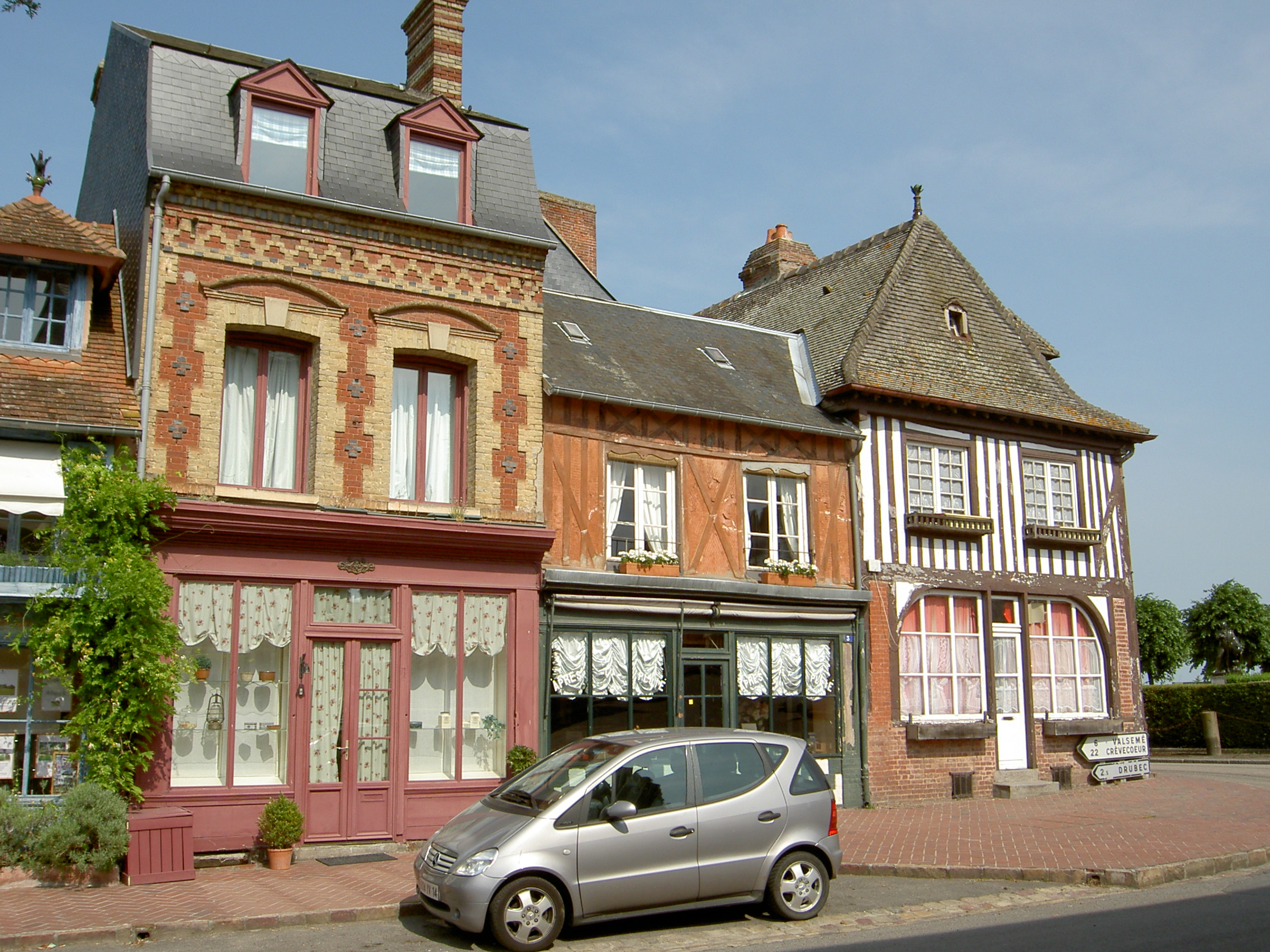